# Papaoutai
«Papaoutai» (del francés papa où t'es, que significa: papá, ¿dónde estás?) es un sencillo del álbum Racine carrée (raíz cuadrada) del cantante belga Stromae. La canción fue lanzada como el primer sencillo del álbum el 13 de mayo de 2013. También se hizo una remezcla con la cantante de rap Angel Haze.
El título Papaoutai utiliza una forma de juego de palabras acortadas, llamado en francés trompe-oreilles, que en castellano sería un trampantojo sonoro.
El video de la canción publicado en YouTube es el segundo clip francófono más visto del mundo con más de mil millones de visitas, seguido de Dernière Danse, de Indila.

## Composición y letras
"Papaoutai" es una canción al estilo house, con influencias pop y ritmos africanos como rumba congolaise, que notoriamente se entrelazan en el primer verso. Stromae narra en la canción la ausencia paterna, que él también experimentó. El cantante de madre belga y padre ruandés, que falleció en el genocidio de Ruanda de 1994, declaró en una entrevista para el periódico Libération, que lloró mientras escribió esta canción reconociendo que «tal vez fue en parte por la experiencia personal».

## Video musical
El video musical de "Papaoutai" se publicó en YouTube el 6 de junio de 2013. Para noviembre de 2014 superaba los doscientos millones de visitas. Fue dirigido por Raf Reyntjens y las coreografías fueron ideas por Marion Motin. Reyntjens dijo que Stromae y él primero pensaron en utilizar un maniquí y efectos especiales, pero luego se decidió que Stromae encarnaría al maniquí. En escena se ve a un niño que busca a su padre. Su ambientación se inspira en la década de 1960, se destaca la recreación de varios niños interactuando con sus padres. Entre tanto, Stromae aparece como un padre maniquí, que despierta sólo unos momentos en la imaginación del niño.
El videoclip recibió críticas positivas. Charts in France dijo: «colorido y la coreografía para el video de "Papaoutai" encaja en la estética retro con una gama de emociones». La revista Le Vif/L'Express enfatizó la estética limpia del vídeo así: «Cada plano lleva al espectador a un mundo en la década de 1960, una época pasada, en la cual el cantante deslizó su pluma con una facilidad desconcertante». El diario La Capitale escribió: «Lo que impresiona, además de la estética de la imagen, la calidad de la letra y el coro hipnótico, son las coreografías de los bailarines. Stromae está aquí otra vez volando como en su video clip "Formidable"».
El clip fue premiado en el Festival Internacional de Cine Francófono de Namur 2013 con el premio al mejor videoclip. También fue nominado como el «Video del año» en los NRJ Music Awards 2014.

## Apariciones e interpretaciones
En junio de 2013, Stromae interpretó la canción en la transmisión radial C'Cauet dirigido por Sébastien Cauet. En agosto de ese mismo año, Stromae fue invitado por Major Lazer para que cantase "Papaoutai" en la última noche del Rock en Seine. Stromae se presentó con esta canción en el set del Grand Journal con el vestuario utilizado en el videoclip. En la presentación para la  DJ Experience de la Radio Télévision Belge de la Communauté Française (RTBF), la canción fue mezclada con el tema Papa Was a Rollin' Stone de The Temptations, la cual también trata de la ausencia del padre. También ha cantado en transmisiones del programa Le Ring de France Ô y como espectáculo de apertura en d'Alcaline, un programa musical nuevo de France 2. El 15 de octubre, Stromae interpreta la canción en el estadio Roi Baudouin de Bélgica, durante el último partido de las eliminatorias de la Copa del Mundo 2014 En los «NRJ Music Awards 2014», Stromae estuvo acompañado en el escenario por Will.i.am durante la interpretación de la canción. Para promocionar su álbum Racine Carrée (Raíz cuadrada) en los Estados Unidos de América, la cantó en el programa «Late night with Seth Meyers» de la cadena NBC el 17 de junio de 2014.

## Lista de canciones
| Descarga digital – EP |                                  |          |  |
| N.º                   | Título                           | Duración |  |
| 1.                    | «Papaoutai»                      | 3:52     |  |
| 2.                    | «Papaoutai (Extended)»           | 6:18     |  |
| 3.                    | «Papaoutai (Mystique Remix)»     | 5:01     |  |
| 4.                    | «Papaoutai (Nicolaz Remix)»      | 5:52     |  |
| 5.                    | «Papaoutai (Liam Summers Remix)» | 4:04     |  |

## Remezclas y versiones
Una remezcla fue hecha con el rapero Angel Haze. El grupo holandés Cut_ hizo una versión a ritmo pop indio y la tradujo al inglés. Esta versión alcanzó el 86. ° lugar en la clasificación francesa.
En septiembre de 2014, el grupo estadounidense Pentatonix, incluyó en su repertorio a "Papaoutai", acompañado por la violinista Lindsey Stirling.

## Posición en las listas
| Lista (2013-2014)                       | Posición más alta |
| --------------------------------------- | ----------------- |
| Alemania (Offizielle Deutsche Charts)   | 6                 |
| Austria (Ö3 Austria Top 40)             | 3                 |
| Bélgica (Flandes) (Ultratop 50)         | 3                 |
| Bélgica (Valonia) (Ultratop 50)         | 1                 |
| Canadá (Canadian Hot 100)               | 70                |
| España (Top 100 Canciones)              | 36                |
| España (Máxima 51 Chart)                | 8                 |
| Estados Unidos (Dance/Electronic Songs) | 25                |
| Euro Digital Songs                      | 12                |
| Finlandia (OFC)                         | 4                 |
| Francia (SNEP)                          | 1                 |
| Israel (Media Forest)                   | 8                 |
| Italia (FIMI)                           | 10                |
| Luxemburgo (Billboard Digital Songs)    | 2                 |
| Países Bajos (Dutch Top 40)             | 2                 |
| República Checa (Radio Top 100 Chart)   | 10                |
| Suiza (Schweizer Hitparade)             | 4                 |

| País           | Organismo certificador | Certificación | Ref.   |
| -------------- | ---------------------- | ------------- | ------ |
| Austria        | IFPI Austria           | 2× Platino    | [ 41 ] |
| Bélgica        | BEA                    | 3× Platino    | [ 42 ] |
| Estados Unidos | RIAA                   | Oro           | [ 43 ] |
| Francia        | SNEP                   | Diamond       |        |
| Italia         | FIMI                   | 2× Platino    | [ 44 ] |
| Países Bajos   | NVPI                   | Platino       |        |
| Suiza          | IFPI Suiza             | 2× Platino    | [ 45 ] |

## Lanzamientos
| Región  | Fecha              | Formato          | Discográfica |
| ------- | ------------------ | ---------------- | ------------ |
| Bélgica | 13 de mayo de 2013 | Descarga digital | Mosaert      |